# Хрепелів
Хрепелів — струмок в Україні у Чортківському районі Тернопільської області. Лівий доплив річки Хромової (басейн Дністра).

## Опис
Довжина струмка приблизно 3,57 км, найкоротша відстань між витоком і гирлом — 3,11  км, коефіцієнт звивистості річки — 1,15 . Формується декількома струмками та загатами.

## Розташування
Бере початок у селі Вигода. Тече переважно на північний захід у і селі Винятинці на висоті 174,2 м над рівнем моря впадає у річку Хромову, ліву притоку річки Серету.